# Puzava dobričica
Puzava dobričica (lat. Glechoma hederacea) biljka je iz porodice Lamiaceae. Udomaćena je u Europi i jugozapadnoj Aziji, te je naturalizirana i u Sjevernoj Americi. Listovi su biljke bubrežasta oblika, promjera do 3 cm. Cvjetovi su svijetle ljubičaste boje. Naraste do 50 cm visine. Većinom puže po tlu. Biljka je ljekovita, posve mladi listovi i vrhovi su jestivi.Korištena je za aromatiziranje pive.

## Sastav
Sadrži eterično ulje ( do 0,6 % ),tanine ( do 7,5 %),saponine,smolu, askorbinsku kiselinu ( do 32 mg%), holin ( 8,2 mg%),karotin.

## Uporaba
Biljka se koristi za aromatiziranje i pripremanje toničkih napitaka.
U medicini u zapadnoj Europi biljka se koristi za upalu pluća, bronhijsku astmu, bolesti jetre i žučnog mjehura, štitnu žlijezdu, kožne bolesti i urolitijazu .
U narodnoj medicini koristi se za iskašljavanje, te se smatra želučanim, diuretičkim, koleretičkim, protuupalnim i analgetskim sredstvom.
Biljka se smatra otrovnom, uzimati uz oprez  .

## Sinonimi
1. Calamintha hederacea (L.) Scop.
2. Chamaecissos hederaceus (L.) Nieuwl. & Lunell
3. Chamaeclema hederacea (L.) Moench
4. Glechoma borealis Salisb.
5. Glechoma bulgarica Borbás
6. Glechoma hederacea f. albiflorens S.S.Ying
7. Glechoma hederacea var. breviflora Coss. & Germ.
8. Glechoma hederacea var. grandiflora Hoffmanns. & Link
9. Glechoma hederacea var. hederacea
10. Glechoma hederacea var. heterophylla (Opiz) Nyman
11. Glechoma hederacea var. hirsuta Coss. & Germ.
12. Glechoma hederacea var. magna (Mérat) Lej.
13. Glechoma hederacea var. micrantha (Boenn. ex Rchb.) Nyman
14. Glechoma hederacea subsp. serbica (Halácsy & Wettst.) Soó
15. Glechoma heterophylla Opiz
16. Glechoma intermedia Schrad. ex Benth.
17. Glechoma lobulata Kit.
18. Glechoma longicaulis Dulac
19. Glechoma magna Mérat
20. Glechoma micrantha Boenn. ex Rchb.
21. Glechoma repens Gilib.
22. Glechoma rigida A.Kern.
23. Glechoma rotundifolia Raf.
24. Glechoma serbica Halácsy & Wettst.
25. Glechonion hederaceum (L.) St.-Lag.
26. Hedera terrestris Garsault
27. Nepeta glechoma Benth.
28. Nepeta glechoma var. hirsuta Benth.
29. Nepeta hederacea'' (L.) Trevis.
30. Nepeta hederacea f. albovariegata Makino
31. Nepeta rigida (A.Kern.) Beck

Izvori za sinonime
- Glechoma hederacea
- Glechoma hederacea
- Glechoma hederacea
- Glechoma hederacea
- Glechoma hederacea

## Vanjske poveznice
|  | Zajednički poslužitelj ima stranicu o temi Glechoma hederacea    |
|  | Zajednički poslužitelj ima još gradiva o temi Glechoma hederacea |
|  | Wikivrste imaju podatke o taksonu Glechoma hederacea             |

- PFAF database Glechoma hederacea